# 灰异蓝蛤
灰异篮蛤（学名：Anisocorbula pallida），是海螂目抱蛤科异篮蛤属的一种。其种加词“pallida ”意为“淡色的”。主要分布于越南、中国大陆，常栖息在潮间带至潮下带。